# ボランタリー・チェーン
ボランタリー・チェーン（英語：voluntary chain）は、流通における事業形態（ビジネスモデル）のひとつ。別名は任意連鎖店、または自発的連鎖店と言う。

## 概要
多数の独立した小売事業者が連携・組織化し、商標使用・仕入れ・物流などを共同化し、これを行う形態のことを指す。これにより、仕入先との取引が大口化され、仕入れ単価の引き下げが期待できる。小規模の小売店は大手との価格差をできるだけなくし、独自のサービスで差別化を図る事ができる。

### 組織形態
組織形態としては以下のようになっている。
- 小売店主宰（コーペラティブ・チェーン） - 水平的統合とも言われる。共同で本部組織を設け、仕入れ・在庫管理・情報管理を行う。
- 卸会社主宰 - 垂直的統合とも言われる。POSシステムを導入し、商品情報や販売戦略を卸業者からリテールサポートとして提供される。これにより、フランチャイズと同等のシステムを構築することができる。

### フランチャイズとの共通点と相違点

#### 共通点
- 本部の指導によるチェーン・オペレーションの展開
- 加盟店の資本の独立

#### 相違点
- 個々の事業者の独立性を保つことができる。
- 加盟店または卸会社と加盟店が組織を結成する（フランチャイズは本部と加盟店が一対一の契約で成立）。

## 日本における展開
1923年、資生堂が日本で最初のボランタリー・チェーンである。
高度経済成長期から第一次オイルショックの時期にかけて、数多くのボランタリー・チェーンが誕生した。
当時、チェーンストアが次第に規模を拡大し始めており、これに価格等で対抗するため、ボランタリー・チェーンへ加盟する小規模な小売事業者が多かった。このため、中小企業庁もボランタリー・チェーンを後押ししていた。

## 現在の状況
現在では、事業を急速に拡大できることからフランチャイズ方式を採用する事業者が増え、このため一時期よりその数を減らしている。また、フランチャイズ・チェーンと違い、ボランタリー・チェーンは同じチェーンでも事業者によって営業方針などがバラバラであり、メリットを感じにくいこともある。しかし、フランチャイズではリスクが高く、契約上制約が多いことから、比較的緩やかな形態を持つボランタリーチェーンに加入する業者も少なくない。

## 主なボランタリー・チェーン
スーパーマーケット
- シジシージャパン
  - ビッグハウス
  - ナフコチェーン
- 日本流通産業
- 新宿丸正チェーン
- オール日本スーパーマーケット協会
  - 全日食チェーン - 食料品店やコンビニエンスストアが仕入れ元として加盟している店舗がある。
- セルコチェーン

コンビニエンスストア
- ポプラグループ
  - スリーエイト
- タックメイト
- RICマート
- ハマナスクラブ
- コミュニティ・ストア（国分グローサーズチェーン）
- モンマート（モンマートストアシステムズ）
- ヤマザキショップ（山崎製パンYショップ事業部） - 正確には「コンビニエンス形態店」（小売店）。

ドラッグストア・医薬品・化粧品・健康食品など
- オールジャパンドラッグ
- ジョヴィ

酒販店
- ビックリッキーグループ
- ぷちショップグループ

電器店
- コスモスベリーズ - ヤマダホールディングスの傘下

飲食店
- 力餅食堂 - 大衆食堂
- 南国飯店 - 十五万石ラーメンチェーン
- コメダ珈琲 - 喫茶店、最初のチェーン展開時のみ。
- 名代富士そば - 公式ホームページではFC扱いだが、各店舗で独自のメニューを出すことが可能であるなど自由度が高い。

その他
- 西川チェーン - 寝具店
- オールジャパンメガネチェーン（アジョック） - 眼鏡店
- タックス（タックス本部） - 中古車販売店